# Sneaton
Sneaton är en ort och civil parish i Storbritannien.   Den ligger i grevskapet North Yorkshire och riksdelen England, i den centrala delen av landet, 300 km norr om huvudstaden London. Sneaton ligger 231 meter över havet och antalet invånare är 178.
Terrängen runt Sneaton är platt åt sydost, men åt nordväst är den kuperad. Runt Sneaton är det ganska tätbefolkat, med 129 invånare per kvadratkilometer. Närmaste större samhälle är Whitby, 7,2 km norr om Sneaton. Trakten runt Sneaton består i huvudsak av gräsmarker.